# Berliner Zeitung
Berliner Zeitung (укр. «Берлінська газета») — щоденна німецька газета з Берліна, заснована в 1945 році. 

## Історія
Газета була заснована 21 травня 1945 року і спочатку стала органом командування Червоної армії. Першим головним редактором був полковник Радянської армії Олександр Кірсанов. Редакція складалася з радянських офіцерів, антифашистів і членів КПН, пізніше були залучені і інші журналісти.
У 1953 році «Берлінер цайтунг» була підчинена ЦК СЄПН, але офіційно не була органом окружної організації. Після об'єднання Німеччини, газета була придбана видавництвом «Gruner + Jahr». З 2019 року газету видає «Berliner Verlag», який з 2019 року належить Сільке та Хорльгеру Фрідріх. Після «Tagesspiegel» вона займає друге місце за тиражем серед берлінських передплатних газет і читається переважно у східних районах міста. Платний наклад впав з 216 603 примірників у першому кварталі 1998 року до 81 613 примірників у першому кварталі 2021 року, тобто на 62,3 відсотка.